# Ukrainische Eishockeyliga 2002/03
Die Saison 2002/03 war die zehnte Spielzeit der ukrainischen Eishockeyliga, der höchsten ukrainischen Eishockeyspielklasse. Meister wurde zum insgesamt sechsten Mal in der Vereinsgeschichte der HK Sokol Kiew.

## Modus
Die 13 Teilnehmer wurden in der Hauptrunde in zwei Divisionen aufgeteilt. Die drei bestplatzierten Mannschaften der Division A qualifizierten sich direkt für das Playoff-Halbfinale. Der Viertplatzierte der Division A qualifizierte sich für die Pre-Playoffs ebenso wie der Sieger der Division B. In den Playoffs wurde der Meister ausgespielt. Der HK Sokol Kiew als Teilnehmer der East European Hockey League war automatisch für das Playoff-Finale qualifiziert. Für einen Sieg erhielt jede Mannschaft zwei Punkte, bei einem Unentschieden gab es ein Punkt und bei einer Niederlage null Punkte.

## Hauptrunde

### Division A
|    | Klub                | Sp | S  | U | N | Tore  | Punkte |
| -- | ------------------- | -- | -- | - | - | ----- | ------ |
| 1. | HK Kiew             | 16 | 12 | 0 | 4 | 71:42 | 24     |
| 2. | HK ATEK Kiew        | 16 | 7  | 3 | 6 | 58:57 | 17     |
| 3. | Barwinok Charkiw    | 16 | 6  | 2 | 8 | 53:42 | 14     |
| 4. | Druschba-78 Charkiw | 16 | 5  | 3 | 8 | 55:65 | 13     |
| 5. | Politechnik Kiew    | 14 | 3  | 2 | 9 | 55:86 | 12     |

Sp = Spiele, S = Siege, U = Unentschieden, N = Niederlagen

### Division B

#### Gruppe A
|    | Klub                     | Punkte |
| -- | ------------------------ | ------ |
| 1. | Chimik Sewerodonezk      | 6      |
| 2. | HK Smila (Smila)         | 3      |
| 3. | Meteor Dnipropetrowsk II | 2      |
| 4. | Gladiator Lwiw           | 2      |

Sp = Spiele, S = Siege, U = Unentschieden, N = Niederlagen

#### Gruppe B
|    | Klub                    | Punkte |
| -- | ----------------------- | ------ |
| 1. | Meteor Dnipropetrowsk   | 6      |
| 2. | HK Dnipro Charson       | 4      |
| 3. | Soniachna Dolyna Odessa | 2      |
| 4. | Sumski Worony Sumy      | 0      |

Sp = Spiele, S = Siege, U = Unentschieden, N = Niederlagen

#### Platzierungsrunde
Spiel um Platz 7
- Gladiator Lwiw – Sumski Worony Sumy 22:3

Spiel um Platz 5
- Meteor Dnipropetrowsk II – Soniachna Dolyna Odessa

Spiel um Platz 3
- HK Dnipro Charson – HK Smila 12:6

Finale
- Chimik Sewerodonezk – Meteor Dnipropetrowsk 8:5

## Playoffs
Pre-Playoffs
- Barwinok Charkiw – Chimik Sewerodonezk 2:0

Halbfinale
- HK ATEK Kiew – Druschba-78 Charkiw 2:0
- HK Kiew – Barwinok Charkiw 1:2

Final-Qualifikation
- HK ATEK Kiew – Barwinok Charkiw 1:2

Finale
- HK Sokol Kiew – Barwinok Charkiw 2:0